# Sven Väth
Sven Väth (nacido el 26 de octubre de 1964 en Obertshausen, Alemania) es un DJ alemán de música techno quien ha producido una gran cantidad de trabajos desde inicios de su carrera en 1982. Es también uno de los fundadores de Harthouse Records y del ahora desaparecido Eye Q Records. Väth es también conocido como R U Ready y Sam Visión. Ha sido un miembro de los grupos 16 Bit, Astral Pilot, Barbarella, The Essence Of Nature, Metal Masters, Mosaic y Off. Su máximo éxito es su hit de 1986, "Electrica Salsa" publicado bajo el seudónimo de OFF, sencillo que alcanzó los primeros lugares en las listas europeas.
En la actualidad es la cabeza visible y fundador del sello Cocoon además de ser dueño de un club en Fráncfort del Meno con el mismo nombre.
Cocoon también es el nombre de unos de los bookings más fuertes del mundo en la escena electrónica, con nombres tan importantes como: Ricardo Villalobos, James Holden, Frank Lorber, Tobi Neumann, Gregor Tresher, Dubfire y el mismo Sven Väth entre otros Dj's y productores de renombre.

## Discografía

### Álbumes
- Accident in Paradise (Eye Q, 1992) (también lanzado por Warner Bros. Récords)
- The Harlequin - The Robot and the Ballet-Dancer (Eye Q, 1994) (también lanzado por Warner Bros. Récords)
- Der Kalte Finger (Eye Q, 1996; en colaboración con B-Zet)
- Six in the Mix (The Fusión Remix Collection '99) (Virgin Records, 1999)
- Contact (Ultra Records, 2000) (también lanzado por Virgin Records)
- Retrospective 1990-1997 (versión de un disco) (WEA Records, 2000)
- Retrospective 1990-1997 (versión de dos discos) (Club Culture, 2000) (también lanzado en Japón por Warner Music)
- The Sound of the First Season (Cocoon Records, 2001)
- The Sound of the Second Season- Noche y día(Cocoon Records, 2002)
- Fire (Virgin Records, 2002)
- The Sound of the Third Seasson (Cocoon Records, 2002)W/ Richie Hawtin
- Fire Works (remixes of tracks from "Fire") (Virgin Records, 2003)
- The Sound of the Fourth Seasson (Cocoon Records, 2003)"Moon & Day"
- The Sound of the Fifth Seasson (Cocoon Records, 2004)
- The Sound of the Sixth Seasson (Cocoon Records, 2005)
- Väth Vs Rother- Komm (Cocoon Records , 2005)
- The Sound of the 7th Season (Cocoon Records, 2006)
- The Sound of the 8th Season (Cocoon Records, 2007)
- The Sound of the 9th Season (Cocoon Records, 2008)
- Sound of The Tenth Season (Two Disc Version 2009)
- Sound of The Eleventh Season (Two Disc Version 2010)
- Sound of The Twelfth Season (Two Disc Version 2011)
- Sound of The 13TH Season (Two Disc Version 2012)
- Sound of The 14TH Season (Two Disc Version 2013)
- Sound of The 15TH Season (Two Disc Version 2014)
- Sound of The 16TH Season (Two Disc Version 2015)
- Sound of The 17TH Season (Two Disc Version 2016)

### Sencillos
- Ritual of Life (Eye Q, 1993)
- Ballet-Fusión (Eye Q, 1994)
- Fusión - Scorpio's Movement (Virgin Records, 1997)
- Breakthrough (Virgin Records, 1998)
- Face It (Virgin Records, 1998)
- Omen A.M. (Virgin Records, 1998)
- Schubdüse (Virgin Records, 1998)
- Sounds Control Your Mind (Virgin Records, 1998)
- Augenblick (Virgin Records, 1999)
- Dein Schweiss (Virgin Records, 1999)
- Discophon (Virgin Records, 1999)
- Barbarella (Remix) (Club Culture, 2000)
- L'Esperanza (Remix) (Club Culture, 2000)
- My Name is Barbarella (Code Blue, 2000)
- Je T'aime ... Moi Non Plus / Design Music (Virgin Records, 2000)
- Strahlemann Und Söhne (Remix) (Virgin Records, 2001)
- Mind Games (Virgin Records, 2002)
- Set My Heart on Fire (Virgin Records, 2002)
- Komm (Cocoon Recordings, 2005)
- Spring Love (Datapunk, 2006)
- The Beauty and The Beast (Cocoon Records 2008)

## Sellos relacionados
Actualmente:
- Cocoon

Sellos anteriores:
- EYE Q
- HARTHOUSE
- RECYCLE OR DIE